# Augustine Van de Vyver

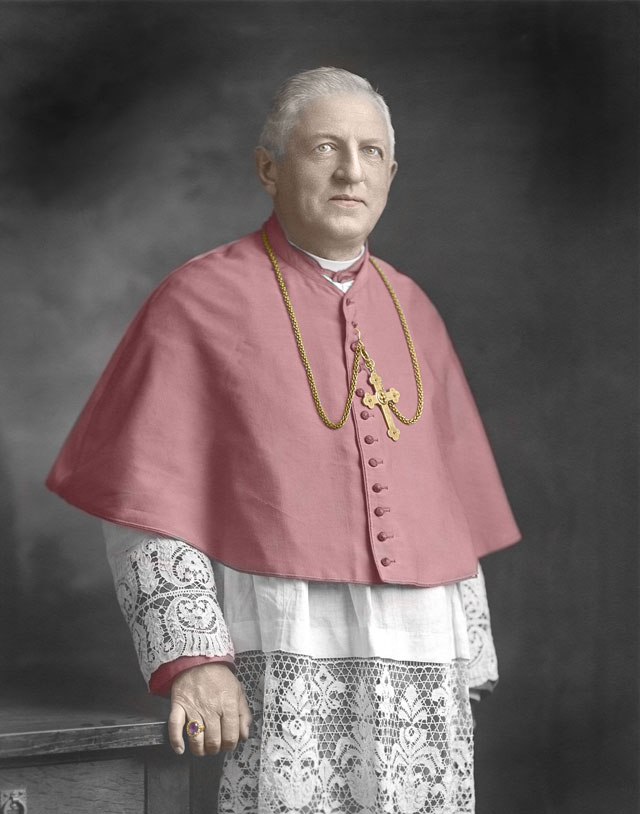
Augustine Van de Vyver

Augustine Van de Vyver (* 1. Dezember 1844 in Haasdonk, Belgien; † 16. Oktober 1911 in Richmond, Virginia, USA) war Bischof von Richmond.

## Leben
Augustine Van de Vyver studierte von 1867 bis 1870 Philosophie und Katholische Theologie am American College of the Immaculate Conception in Löwen. Er empfing am 24. Juli 1870 das Sakrament der Priesterweihe für das Bistum Richmond.
Anschließend wurde Van de Vyver Kurat an der St. Peter’s Cathedral in Richmond. Von 1875 bis 1881 war er Pfarrer in Harpers Ferry, West Virginia. 1881 wurde Augustine Van de Vyver Pfarrer der St. Peter’s Cathedral und Generalvikar des Bistums Richmond.
Am 16. Juli 1889 ernannte ihn Papst Leo XIII. zum Bischof von Richmond. Der Erzbischof von Baltimore, James Gibbons, spendete ihm am 20. Oktober desselben Jahres die Bischofsweihe; Mitkonsekratoren waren der Bischof von Wheeling, John Joseph Kain, und der Apostolische Vikar von North Carolina, Leo Michael Haid OSB.
Sein Grab befindet sich auf dem Mount Calvary Cemetery in Richmond.